# Zimne Zdroje (powiat starogardzki)
Zimne Zdroje (niem. Kaltspring) – wieś pogranicza borowiacko-kociewskiego w Polsce położona w województwie pomorskim, w powiecie starogardzkim, w gminie Osieczna w kompleksie leśnym Borów Tucholskich.
Nazwa miejscowości Zimne Zdroje pochodzi od znajdujących się w pobliżu wsi źródeł wodnych. W skład sołectwa wchodzą dwie miejscowości: Zimne Zdroje oraz Jastrzębie. Wieś sołecka charakteryzuje się zwarta zabudową, położona jest 6 km od Osiecznej wśród lasów nad rzeką Wdą. Większość lasów okalających wieś to lasy iglaste oraz w niewielkiej ilości mieszane. Całe sołectwo należy do parafii pod wezwaniem Najświętszej Marii Panny w Łęgu. W Zimnych Zdrojach, jak i w Jastrzębiu znajduje się pole biwakowe nad rzeką Wdą oraz niedawno zmodernizowane place zabaw dla dzieci. Wieś sołecka posiada sklep oraz kwaterę agroturystyczną prowadzona przez Państwa Grefka. Miejscowość Zimne Zdroje i Jastrzębie znajdują się na szlaku rowerowym „Szlak Arboretum”. Bezpieczeństwo w sołectwie zapewnia mieszkańcom komisariat policji w Lubichowie, natomiast opiekę medyczną zapewnia NZOZ „Medicus” w Osiecznej oraz NZOZ „Medyk” w Czarnej Wodzie.
W sołectwie warto zobaczyć:
Ruiny starego młyna wodnego znajdujące się przy „strudze” niedaleko wsi w kierunku miejscowości Lubiki;
Źródła wodne znajdujące się w lasach okalających wieś nad rzeką Wdą.

## Historia
W latach 70. prowadzano prace archeologiczne i na południe od wsi znaleziono szczątki grobów skrzynkowych pochodzące z 500-125 lat p.n.e. co świadczy o starym zasiedleniu. W Rzeczypospolitej Szlacheckiej Zimne Zdroje były wsią królewską, w 1652 r. zostały zasiedlone przez starostę borzechowskiego, późniejszego wojewodę chełmińskiego. Osiedle którym wówczas były Zimne Zdroje posiadało karczmę która została zniszczona wraz z innymi budynkami w trakcie potopu szwedzkiego. Ponownie Zimne Zdroje zostały zasiedlone dopiero w 1655 roku częściowo przez Niemców, kolejne dokumenty świadczące o zasiedleniu terenów wsi Zimne Zdroje pochodzą z 1683 roku wystawione przez starostę borzechowskiego Aleksandra Kęsowskiego-Bautzendorfa. Pierwsze wzmianki o wspomnianym już młynie pochodzą z 1892 r. i mówią o tym iż został zakupiony przez Pana Dembinskiego za 103 tys. marek. Znajdujący się na rzece Wdzie most po raz pierwszy został zbudowany w latach 1962–1963 za 443 tys. zł zebranych w dużej części w czynie społecznym przez mieszkańców wsi, również w tych latach wieś otrzymała sklep oraz została zelektryfikowana.
Zimne Zdroje były wsią królewska, następnie przynależną do starostwa borzechowskiego. W latach „potopu szwedzkiego” całkowicie zniszczona i wyludniona. W 1667 roku sprowadzili się tu nowi osadnicy z centralnej Polski i Niemiec. We wsi istniała karczma oraz młyn wodny stojący nad Wdą na wschód od wsi, po lewej stronie rzeki. Należał do Jana Dębińskiego, a na początku XX wieku kupił go Maksymilian Prill. Za czasów pruskich wieś nosiła nazwę, Kaltenborg, za czasów niemieckich i hitlerowskich Kaltsprig. W latach międzywojennych projektowano w Zimnych Zdrojach zbudować zaporę wodną i elektrownię. Latem 1942 roku we wsi wybuchł groźny pożar, który strawił 8 domów. W pobliskich lasach działały oddziały partyzanckie. W 1895 roku prusacy postawili nowy murowany budynek szkolny. W listopadzie 1906 roku wybuchł w szkole strajk, uczyło się wówczas w niej 55 dzieci.
Niemiecki nauczyciel nie stosował wobec strajkujących dzieci kar cielesnych, jak to bywało w innych sąsiednich szkołach powiatu starogardzkiego. W latach 1920–1939 kierownikiem szkoły był Ignacy Paszkowiak, drugim nauczycielem był Władysław Szablewski, którego w październiku 1939 roku hitlerowcy (NIEMCY) zamordowali w Lesie Szpęgawskim. Największymi gospodarzami w okresie międzywojennym był: Maksymilian Prill, posiadał młyn i tartak. Augustyn Sokołowski, Marian Gełdon, Teodor Gełdon, Jan Gełdon. We wsi mieszkało 295 osób. Sklep kolonialny prowadził Marian Jeżewski. Karczma z wyszynkiem trunków należała do Maksa Jezierskiego. Najstraszniejsze chwili mieszkańcy Zimnych Zdrojów przeżywali zimą 1945 roku. Niemcy wzdłuż rzeki Wdy zbudowali obronne okopy. Czerwonoarmiści przez kilka dni nie mogli sforsować niemieckiej zapory. Wieś została doszczętnie zniszczona. Dopiero 27 lutego 1945 roku żołnierze 2 Frontu Białoruskiego przedostali się na drugi brzeg.
W 1962 roku miejscowość została zelektryfikowana. W tym czasie odbudowano po raz kolejny drewniany most na Wdzie, łączący Zimne Zdroje z Czarną Wodą. Most, był kilkakrotnie remontowany, a w 2014 roku postawiono betonowe przęsła, na których usytuowany jest drewniany most. We wsi prężnie funkcjonuje Koło Gospodyń Wiejskich. W byłej już szkole jest świetlica oraz mieszkania socjalne.

## Ludzie związani z wsią
23 maja 1907 roku w Zimnych Zdrojach przyszedł na świat Lucjan Cylkowski, polski harcmistrz. Był synem Stanisława, właściciela niewielkiego gospodarstwa rolnego, i Marty zd. Makowska. W 1927 r. zdał maturę w seminarium nauczycielskim w Kościerzynie. W 1930 r. otrzymał posadę w Szkole Podstawowej nr 1 w Gdyni (dziś gimnazjum nr 1 im. Harcerzy Drugiej Rzeczypospolitej). Założył przy niej drużynę harcerską. Co roku organizował obozy, nawet był w Zimnych Zdrojach z młodzieżą latem 1936 roku. W 1938 został harcmistrzem, mianowany także komendantem Hufca Gdynia. Ożenił się z Heleną Madsen –Dunką. Po rozpoczęciu II wojny światowej żona uciekła wraz z córkami do Danii, Cylkowski pozostał w Polsce, by zająć się przygotowaniem swoich harcerzy do szkoleniem ich w obronie przeciwlotniczej oraz ogólnej pomocy. W 1940 r. został mianowany komendantem Hufca Szarych Szeregów w Gdyni. Do zadań Lucjana należała organizacja łączności na trasie Gdynia – Bydgoszcz, Gdynia – Warszawa, Gdynia – Sztokholm. Latem 1942 roku został aresztowany. Pomimo torturowania nie wydał nikogo ani żadnych informacji. Został skazany na śmierć, lecz na skutek interwencji konsula Danii, wyrok śmierci unieważniono. Ukrywał się w elektrowni wodnej w Bolszewie. Dzięki jego ostrzeżeniom kilku ważnych członków kierownictwa „Gryfa Pomorskiego” uniknęło aresztowania podczas akcji likwidacyjnej podjętej przez gdańskie gestapo w nocy z 3 na 4 maja 1943 roku. Cylkowski został ponownie aresztowany i osadzony w obozie koncentracyjnym Stutthof. 12 sierpnia 1944 roku został stracony przez powieszenie. W 1975 roku nowo pobudowana Szkoła Podstawowa nr 13 w Gdyni otrzymała imię. Lucjana Cylkowskiego. 1 maja 1925 roku w katastrofie kolejowej pod Starogardem zginął Jan Schefelbein, polski celnik w Chojnicach, urodzony w Zimnych Zdrojach.
Z Zimnych Zdrojów pochodzi, siostrzeniec Franciszka Kaszubowskiego, misjonarz z Zakonu Księży Werbistów w Pieniężnie, o. Mirosław Kropidłowski. Był misjonarzem w Brazylii. Kilkakrotnie odwiedził rodziną wieś. Zmarł w Brazylii 3.10.2008 r. Miał 47 lat. Jest tam pochowany. W kierunku wyjazdu na Osiecznę i Klaniny stoi polowy ołtarz i krzyż. Corocznie w maju odbywa się tu msza święta poświęcona wydarzeniu z 1980 roku. Dwóm mieszkankom Zimnych Zdrojów ukazał się „promieniujący krzyż”. Dzisiaj w tym miejscu stoi metalowy krzyż, a miejsce to jest podobno uzdrawiające, ale ta historia jest na dłuższą relację.

## Źródła
- Eugeniusz Cherek: Niezwykła historia wsi Zimne Zdroje. [dostęp 2016-11-14]. [zarchiwizowane z tego adresu (2016-11-15)]. (pol.).